# Banteay Samré

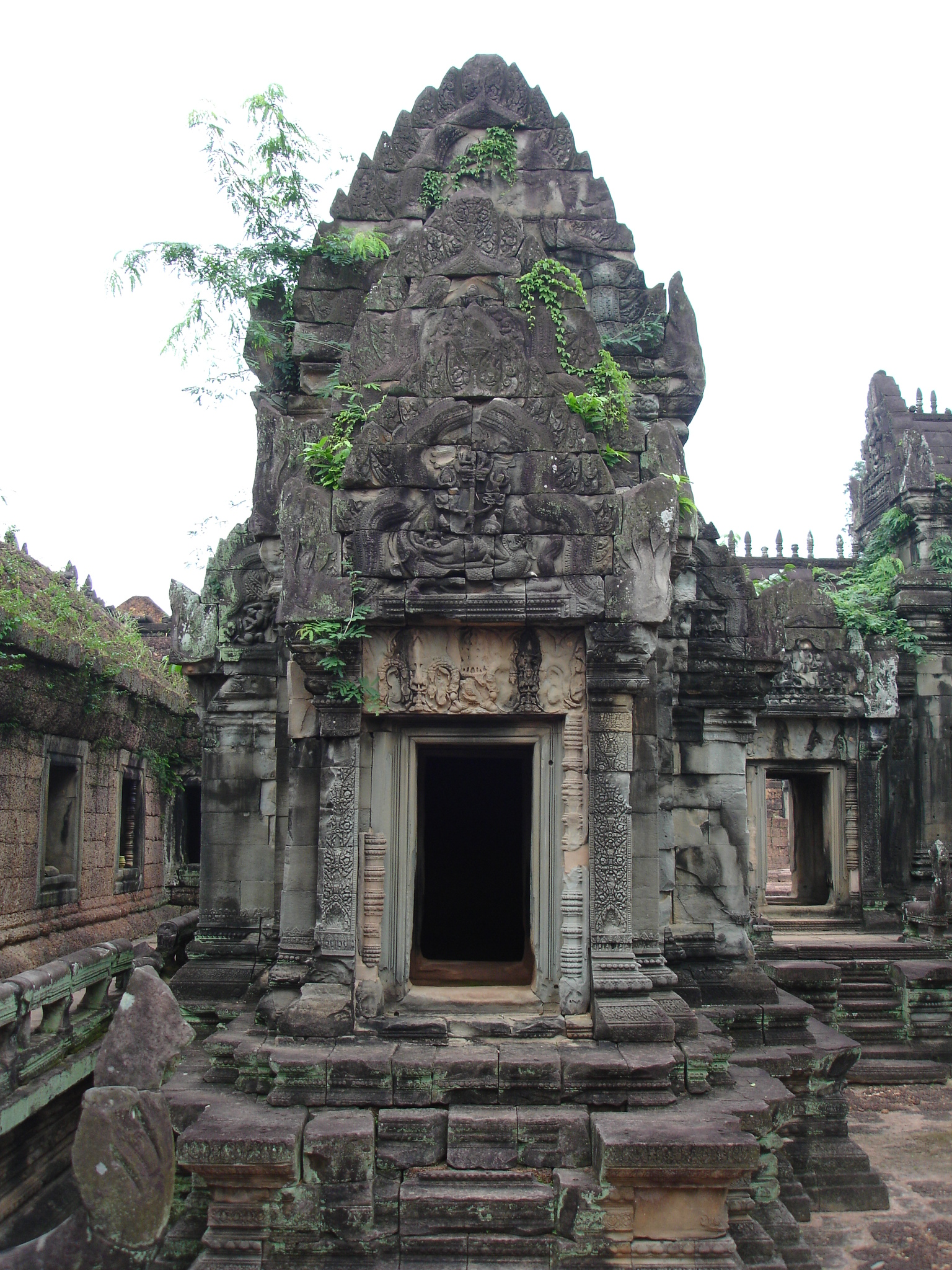
In der Tempelanlage Banteay Samré

Banteay Samré (Khmer ប្រាសាទបន្ទាយសំរែ) ist ein Khmer-Tempel im zentralen Angkorgebiet (Kambodscha). Zu deutsch bedeutet der Name „Festung der Samré“ – die Samré sollen ein lokaler Volksstamm gewesen sein.

## Geschichte
Banteay Samré ähnelt in vielerlei Hinsicht Prasat Hin Phimai im heutigen Thailand: Beide Heiligtümer sind klassische Vertreter der Angkor-Wat-Epoche, jeweils leicht am knospenförmigen Dachaufbau erkennbar, beide wurden in der ersten Hälfte des 12. Jahrhunderts errichtet. Banteay Samré zeigt eine überwiegend hinduistische Bilderwelt, am zentralen Tempelturm (Prasat) ungewöhnlicherweise jedoch auch Reliefs des buddhistischen Themenkreises. Auch Prasat Hin Phimai weist eine Mischung hinduistischer und buddhistischer Ikonographie auf. Mit Banteay Samré wurde, nach der so genannten „Entdeckung“ Angkors im 19. Jahrhundert und nach der erfolgreichen Rekonstruktion des ursprünglich privaten, betont kleinen Tempels Banteay Srei (1931–1936), erstmals eine komplette Tempelanlage mithilfe der Anastilosis-Methode rekonstruiert (1936–1945). Leiter dieser Rekonstruktion war der französische Architekt und Wissenschaftler Maurice Glaize.

„Eines der schönsten und vollständigsten Monumente von Angkor, dessen Dekor, von hervorragender Qualität und insgesamt sehr gut erhalten, jetzt wieder in seiner ursprünglichen Integrität erscheint.“

## Lage, Architektur und Bauschmuck

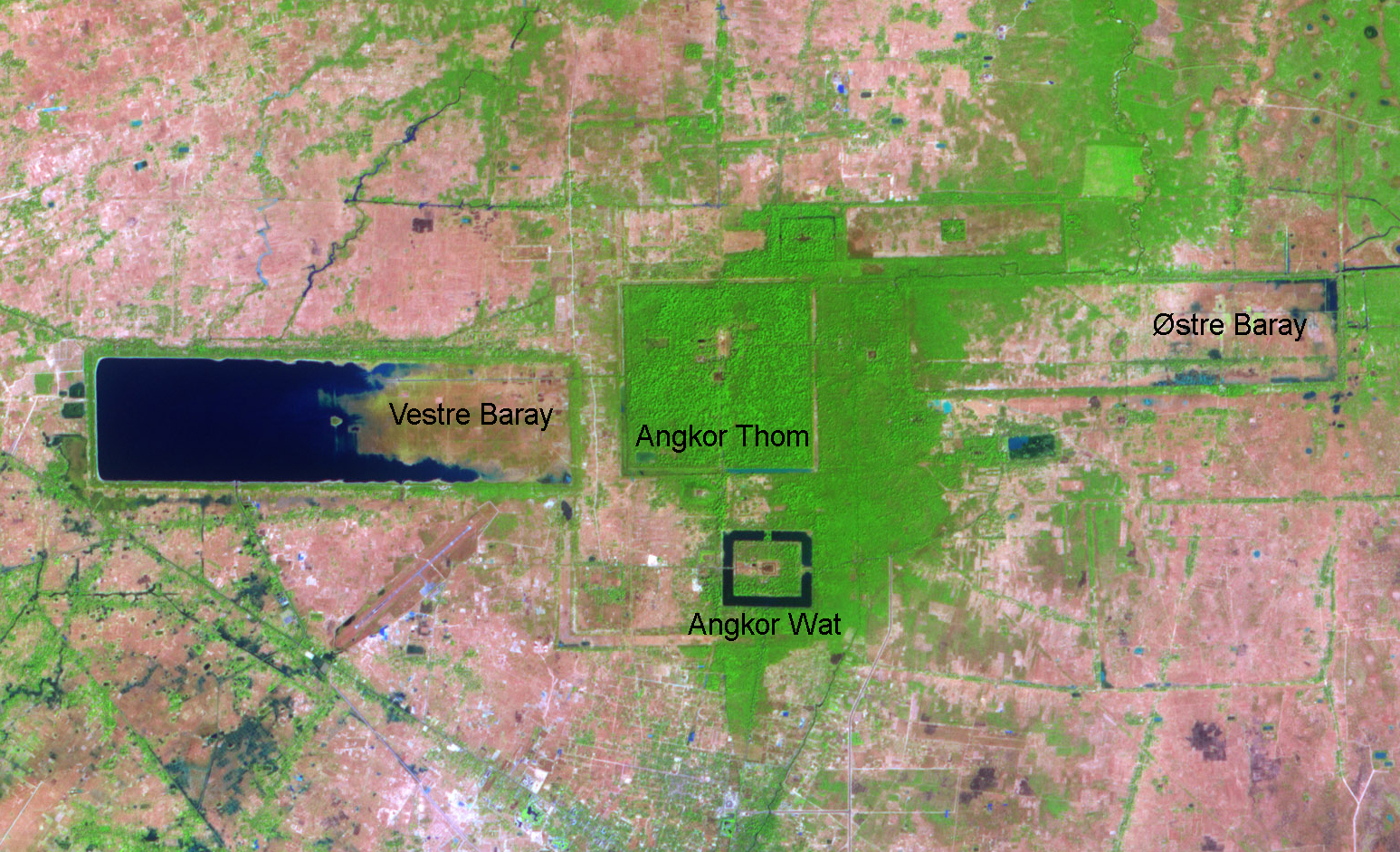
Satellitenbild: Die beiden großen, quer gelagerten Rechtecke sind der Westliche und der Östliche Baray. An diesem liegt Banteay Samré, und zwar an der Südhälfte des Ostufers.

Banteay Samré befindet sich abseits der üblichen touristischen Wege etwa 500 m östlich von Pradak, einem Dorf, das im ausgetrockneten Östlichen Baray liegt und in dem die Nachfahren der Samré leben sollen. Somit liegt der Tempel etwa auf halbem Weg zwischen der Roluos-Gruppe im Süden und dem Tempel Banteay Srei im Norden.
Die Architektur des Tempels ähnelt anderen kleineren Flachtempeln derselben Zeit, namentlich Prasat Hin Phimai, aber auch dem Thommanon und Chau Say Tevoda. Alle Teile der Anlage stehen auf 120 cm hohen, gewulsteten Sockeln. Von außen nach innen finden sich:
- die äußere Galerie (83 m × 77 m) mit je einem reliefgeschmückten Tor (Gopura) im Süden, Westen und Norden und einem Torpavillon im Osten
- die innere Mauer (44 m × 38 m) mit vier reliefgeschmückten Toren
- der Innenhof mit zwei „Bibliotheken“ links und rechts des von Ost nach West führenden Hauptweges
- den Hauptweg überbauend, die Vorhalle (Mandapa) und der mit buddhistischem Bildwerk geschmückte Tempelturm (Höhe 21 Meter, Innenraum 3 m × 3 m)[6]